# افشین پرتو
افشین پرتو (۱۳۲۸–۲۶ شهریور ۱۳۹۴) تاریخ‌نگار ایرانی بود.

## آثار
- - ستیزگاه باورهای دیروز و امروز، تاریخ خاورمیانه پیش از پدیدآیی اسلام تهران: نشر پاژنگ، ۱۳۶۹
- پژوهش نامه، راهنمای پژوهش در تاریخ و جغرافیای گیلان تهران: نشر پاژنگ، ۱۳۶۹
- گیلان، گزارشی دربارهٔ گیلان، رشت: اداره کل امور اجتماعی استانداری گیلان، ۱۳۷۲
- وجه تسمیهٔ عناصر تقسیمات کشوری شهرستان لاهیجان رشت: اداره کل امور اجتماعی استانداری گیلان، ۱۳۷۳
- شاخه نبات، ترجمه خاطرات سرگرد نیلستروم سوئدی در سال ۱۹۱۴ بوشهر: اداره کل فرهنگ و ارشاد اسلامی استان بوشهر، ۱۳۷۴
- گیلان، خورشید ایران تهران: سازمان پژوهش و برنامه‌ریزی وزارت آموزش و پرورش تهران ۱۳۷۷
- تاریخ گیلان از آغاز تا برپایی جنبش مشروطه رشت: نشر حرف نو ۱۳۷۹/ چاپ دوم: رشت: نشر ایلیا، ۱۳۸۹
- خاطرات آقاخان درامی رشت: شورای اسلامی شهر رشت، ۱۳۸۲
- مجموعه اسناد نهضت جنگل رشت: شورای اسلامی شهر رشت، ۱۳۸۲
- فرمان روایان دیلمان: پژوهشی پیرامون توان مندان دیلمان از میانه سده دوازدهم هجری تا پایان دوران سلطنت رضاشاه پهلوی تهران: انتشارات مهربرنا، ۱۳۸۴
- گیلان رؤیای سبز ایران، پیشینه تاریخی گیلان و توضیحات تصاویر، مجموعه عکس‌های عباس عرب‌زاده از گیلان تهران: ۱۳۸۵/ چاپ دوم ۱۳۸۹
- گیلان، سرزمین من ایران تهران: سازمان پژوهش و برنامه‌ریزی وزارت آموزش و پرورش، ۱۳۸۷
- شیراز، شهر عشق و راز، پیشینه تاریخی فارس و توضیحات تصاویر، مجموعه عکس‌های عباس عرب‌زاده از فارس تهران، ۱۳۸۷
- همدان، دروازه تمدن، پیشینه تاریخی همدان، مجموعه عکس‌های عباس عرب‌زاده از همدان تهران، ۱۳۸۷
- اصفهان مهد هنر ایران، پیشینه تاریخی استان اصفهان، مجموعه عکس‌های عباس عرب‌زاده از اصفهان تهران، ۱۳۸۹
- جنگ جهانی اول و فارس، ترجمه خاطرات نیلستروم سوئدی از رویدادهای فارس در سال‌های ۱۹۱۶تا ۱۹۱۸ میلادی تهران: نشر آباد بوم، ۱۳۸۹
- تاریخ خانی، نوشته علی بن شمس‌الدین لاهیجی راستینه‌گردانی و هامش‌نگاری افشین پرتو رشت: نشر ایلیا، ۱۳۸۹
- تاریخ گیلان نوشته عبدالفتاح فومنی گیلانی راستینه‌گردانی وهامش‌نگاری افشین پرتو رشت: نشر ایلیا، ۱۳۸۹
- خراسان شمالی، پیشینه تاریخی خراسان شمالی، مجموعه عکس‌های عباس عرب‌زاده از خراسان شمالی تهران، ۱۳۹۰
- تاریخچه شیلات دریای کاسپی، دانشنامه فرهنگ گیلان حوزه هنری گیلان، شهریور ۱۳۹۱
- گیلان و خیزش جنگل، تاریخ گیلان در دوران پادشاهی احمدشاه قاجار حوزه هنری گیلان و نشر ایلیا آذر ۱۳۹۱
- شاخابه پارس و روزگارش، دانشنامه بوشهر حوزه هنری بوشهر اردیبهشت ۱۳۹۲
- تاریخ طبرستان، نوشته ابن اسفندیار تصحیح و تحشیه افشین پرتو تهران: نشر میرماه، آذر ۱۳۹۲
- دیوان سالارفاتح با تصحیح افشین پرتو تهران: نشر میرماه، آذر ۱۳۹۲
- خاطرات انوشیروان نعیمی اکبر تصحیح و تحشیه فریدون نوزاد ـ افشین پرتو رشت: نشر بلور، دی ۱۳۹۲
- گزارش‌های مستر چیک، گزارش‌های هربرت چیک از رویدادهای جنگ جهانی اول در فارس و بوشهر ترجمه افشین پرتو حوزه هنری بوشهر، دی ۱۳۹۲
- یادداشت‌های گوستاو نیلستروم افسر سوئدی ژاندارمری ایران از رویدادهای فارس و بوشهر در جنگ جهانی اول، دانشنامه بوشهرشناسی فروردین ۱۳۹۳
- مشروطه و گیلان تاریخ رویدادهای گیلان در دوران مظفرالدین شاه و محمد علی شاه قاجار حوزه هنری گیلان ۱۳۹۴
- سیاهکل دیار پایدار دانستنی‌هایی دربارهٔ دیروز و امروز سیاهکل، فرهنگ ایلیا، ۱۳۹۴